# Зубова Поляна
Зу́бова Поля́на (рос. Зубова Поляна, ерз. Пейкужо) — селище міського типу, центр Зубово-Полянського району Мордовії, Росія. Адміністративний центр Зубово-Полянського міського поселення.
Населення — 10338 осіб (2010; 10355 у 2002).